# 聖狄奧多羅斯
聖狄奧多羅斯（法語：San Theodoros）是埃爾熱所著《丁丁歷險記》中的一個虛構國家。他是一個在軍人政府統治下的南美的香蕉共和國。聖狄奧多羅斯在《破損的耳朵》和《丁丁和叢林戰士》均有描述，而且在《七個水晶球》和《紅海鯊魚》中被提到。

## 地理
鑑於書籍中相互矛盾的地方，確定這個國家的地理位置很困難。首都洛斯多皮科（Los Dopicos）在《破損的耳朵》中顯示為有海港，而在《丁丁與叢林戰士》，它似乎是位於內陸的。首都的狀況可能類似於聖薩爾瓦多、加拉加斯或聖保羅，內陸市區和沿海郊區被一座小山或山脊隔開。在丁丁系列的電視連續劇中的《破損的耳朵》一集里，在博物館關閉，看門人為展品掃去灰塵時，博物館中的地圖顯示聖狄奧多羅斯和內沃里科（Nuevo Rico）位於圭亞那附近，與委內瑞拉和巴西接壤。在《丁丁與叢林戰士》中，《巴黎快報》明確宣稱該國實際上在南美，因為據報導，碧安卡·卡斯塔菲爾在成功訪問了厄瓜多爾、哥倫比亞和委內瑞拉之後“繼續在整個南美取得了輝煌的成就”，並將訪問聖地牙哥和聖狄奧多羅斯。在同一本書中，哈達克船長試圖打電話給塔皮奧卡將軍，說：“你好，國際？請給我南美...塔皮奧卡波利斯...塔皮奧卡將軍！”。書中的比敖博（Bibaro）土著部落似乎是埃爾熱受到厄瓜多爾的舒阿人啟發而創作的。

## 經濟
在1930年代，該國的經濟由外國公司主導，例如英國南美石油公司（原型是皇家殼牌）和美國通用石油公司（原型是標準石油）。 他們以及軍隊的干預對阿爾卡札將軍的影響如此之大，以至導致了大查普（Gran Chapo）戰爭。
到1970年代，該國在經濟事務上已經變得更加自給自足，當地企業包括中央銀行，納西銀行（Banco de laNación），國家航空公司SANTAERO，甚至還有一家名為Loteria Nacional的國有彩票。 儘管人口增長了，大部分人仍然十分貧困，即使在1976年阿爾卡札政變後掌權後。